# Boban Janković
Pour les articles homonymes, voir Janković.
Slobodan « Boban » Janković (en serbe : Слободан « Бобан » Јанковић), né le 15 décembre 1963 à Lučani et mort le 29 juin 2006 à Rhodes, est un joueur de basket-ball serbe. Il a notamment évolué à l'Étoile rouge de Belgrade.

## Biographie
Le 28 avril 1993, Janković se blesse très sérieusement lors d'un match des séries éliminatoires du championnat de Grèce de basket-ball entre le Paniónios et le Panathinaïkos. La blessure, qui se produit lors de ce match à l'ambiance particulièrement tendue, fait suite à un geste d'énervement de Janković. À la suite d'un panier marqué par le joueur, l'arbitre l'annule pour une faute offensive. Comme il s'agit de sa cinquième faute, Janković doit sortir du terrain. En réaction à ce qu'il estimait être une mauvaise décision dans un moment crucial d'un match à enjeux, Janković a donné un coup de tête dans le poteau d'un des paniers. Malgré le rembourrage de ce dernier, il s'endommage la moelle épinière et devient handicapé, incapable de marcher pour le reste de sa vie.
Son fils, Vladímiros Yiánkovits, est également un joueur de basket professionnel.

## Postérité
Le Paniónios a retiré son numéro 8 des maillots du club.